# Açude Pedras Brancas
Açude Pedras Brancas är en reservoar i Brasilien.   Den ligger i delstaten Ceará, i den östra delen av landet, 1 500 km nordost om huvudstaden Brasília. Açude Pedras Brancas ligger 137 meter över havet.
Omgivningarna runt Açude Pedras Brancas är huvudsakligen savann. Runt Açude Pedras Brancas är det glesbefolkat, med 11 invånare per kvadratkilometer.